# Darrell Calker
Darrell Wallace Calker (18 de fevereiro de 1905 — 20 de fevereiro de 1964) foi um compositor e arranjador americano que trabalhou em filmes e desenhos animados.

## Infância e educação
Darrell Wallace Calker nasceu em Washington, D.C., filho de Morris H. e Lugenia E. (Lily) Wallace, da Filadélfia. Ele cresceu com sua irmã mais nova Rena, no distrito de Columbia, onde frequentou a Episcopal Cathedral School e cantou com um coral da igreja na adolescência. Ele estudou com Edgar Priest e David Pell, graduando-se no Curtis Institute of Music na Filadélfia.

## Carreira
Os primeiros trabalhos de Calker em Hollywood incluíram orquestração para Victor Young. Ele também atuou como compositor de partituras para os Ballets Russes de Monte Carlo e Sadlers Wells Royal Ballet. Entre suas composições estavam as suítes para orquestra, Golden Land e Penguin Island.
Depois de chegar a Los Angeles em meados da década de 1930, Calker trabalhou como músico de sessão e compôs músicas como Strings Full of Swing e Dixieland Strut. Ele formou sua própria banda, que apareceu no rádio no início dos anos 40.
Foi nessa época que Walter Lantz contratou Calker para ser seu diretor musical, substituindo o ex-compositor da Disney Frank Marsales. Seu primeiro desenho animado foi o curta Mouse Trappers, de Andy Panda (1941), e Calker compôs a trilha sonora de todos os desenhos de Lantz até Drooler's Delight (1949), quando o estúdio fechou temporariamente. Foram incluídas as Swing Symphonies, com músicos como Nat King Cole, Meade Lux Lewis, Jack Teagarden e Bob Zurke, que Calker conhecia e convenceu a trabalhar nos desenhos animados. Suas partituras de música clássica para The Poet and Peasant (1946) e Musical Moments From Chopin (1947) ganhou o estúdio Oscar nomeações para Melhor Curta Musical e uma Musical Courier Citation em 1947 para a melhor pontuação de desenho animado. Calker também marcou curtas de animação para a Columbia Pictures desde 1946 até a divisão de desenhos animados fechar em 1947.

## Longas-metragens
O primeiro longa-metragem de Calker foi o Dangerous Millions, produzido de forma independente (1946). O supervisor musical foi David Chudnow, que mais tarde pegou as músicas compostas para os filmes nos quais trabalhou e as lançou como ações de televisão na Mutel Library. Ele também compôs, com Del Porter, a Reddy Polka em 1945, usada em filmes industriais sobre Reddy Kilowatt, o porta-voz do desenho animado de energia elétrica.
Calker passou a década de 1950 trabalhando em filmes B para Eagle-Lion Studios, como Forbidden Jungle (1950), Allied Artists, como From Hell It Came (1957) e American International Pictures, incluindo Voodoo Woman (1957) e Beyond the Time Barrier (1960). Ele também compôs as partituras para Rolling Home (1946), Albuquerque (1948), El Paso e Superman e The Mole Men (1951), que funcionavam como piloto da série de televisão dos anos 50.
Ele voltou ao estúdio Lantz em 1961 e fez doze desenhos animados antes de sua morte, aos 59 anos, em Los Angeles, Califórnia. Ele compôs os temas para os desenhos animados da Família Beary, Willoughby (ambos com Judy Zahler) e Homer Pigeon (com Porter). Sua última foto foi Rah Rah Ruckus (1964).